# Johann Friedrich Goddaeus
Johann Friedrich Goddaeus, auch Goddäus, (* 7. November 1692 in Kassel; † 29. Januar 1772 ebenda) war ein landgräflich-hessischer Verwaltungsbeamter, zuletzt Vizekanzler der landgräflichen Regierung.

## Familie
Johann Friedrich war Sohn des landgräflichen Geheimen Rats und Kanzlers Nikolaus Wilhelm Goddaeus (1646–1719). Er selbst heiratete am 3. November 1729 Katharina Christine Dehn-Rothfelser (um 1705–1782), Tochter des Oberkammerrates Heinrich Dehn-Rothfelser (1657–1725). Der Ehe entstammten zwei Töchter und fünf Söhne. Einer von ihnen, Friedrich Heinrich Goddäus (1734–1795) war von 1781 bis zu seinem Tod im Jahre 1795 Bürgermeister der Stadt Kassel. Ein weiterer, Heinrich Goddaeus (1742–1819) war Richter am Oberappellationsgericht in Kassel, wurde 1812 in den westphälischen bzw. 1814 in den kurhessischen Adelsstand erhoben und wurde somit Stammvater der hessischen Adelsfamilie von Goddaeus.

## Leben
Johann Friedrich Goddaeus begann 1709 das Studium der Rechtswissenschaft an der Philipps-Universität in Marburg und wurde 1720 Assessor in der „Französischen Kanzlei“ der landgräflichen Verwaltung in Kassel, die für die Angelegenheiten der Einwanderer zuständig war. Er avancierte recht schnell, wurde schon 1721 Archivarius, 1726 Rat und 1731 Regierungsrat. Im Jahre 1752 wurde er zum Vizekanzler der Regierung ernannt, und 1760 wurde er Geheimer Rat.